# Rote Fechterschnecke
Die Rote Fechterschnecke (Strombus pugilis) ist eine Schnecke aus der Familie der Flügelschnecken (Gattung Strombus), die im westlichen Atlantik verbreitet ist.

## Merkmale
Das länglich feste Schneckenhaus von Strombus pugilis, das bei ausgewachsenen Schnecken eine Länge von etwa 13 cm erreicht, hat einen großen Körperumgang und ein kleines, spitzes Gewinde. Die Umgänge sind in Richtung Apex mit knotigen Stacheln besetzt, wobei deren Größe zum letzten Umgang hinzunimmt. Die Kerbe für den Siphonalkanal und die Stromboid-Kerbe für das zweite Auge sind deutlich ausgeprägt. Die hintere Ecke der Außenlippe ist nach hinten ausgestreckt. Die Farbe des Gehäuses variiert von gelb über hell- bis dunkelorange. Das Innere der Gehäusemündung ist weiß, das Vorderende dunkelviolett. Das krallenförmige Operculum dient wie bei anderen Fechterschnecken der ruckweisen Fortbewegung.
Die Veliger-Larven machen eine lange pelagische Phase durch, während der sie sich von Plankton ernähren.
Der Roten Fechterschnecke am ähnlichsten ist die weiter nördlich lebende Art Strombus alatus, deren Gehäuse weniger hervorstehende Stacheln und eine etwas mehr hervorstehende Außenlippe hat. Dabei ist es umstritten, ob es sich um zwei Arten oder nur zwei Unterarten handelt.

## Verbreitung und Lebensraum
Die Rote Fechterschnecke tritt im westlichen Atlantischen Ozean von Florida bis Brasilien, um Bermuda und im Karibischen Meer auf.
Die Schnecke lebt auf Sand. Wie andere Flügelschnecken ernährt sie sich von Algen.

## Verwendung und Gefährdung
Strombus pugilis wird insbesondere wegen seines Fleisches gesammelt, außerdem wegen seines Gehäuses, das als Schmuck verkauft wird.